# Municipio de Rockfish (condado de Duplin)
El municipio de Rockfish (en inglés: Rockfish Township) es un municipio ubicado en el  condado de Duplin en el estado estadounidense de Carolina del Norte. En el año 2010 tenía una población de 1.892 habitantes.

## Geografía
El municipio de Rockfish se encuentra ubicado en las coordenadas 34°47′20.99″N 78°8′0.63″O / 34.7891639, -78.1335083.